# Brett Walsh
Brett James Walsh (ur. 19 lutego 1994 w Calgary) – kanadyjski siatkarz, grający na pozycji rozgrywającego, reprezentant Kanady. 

## Sukcesy klubowe
Canada West Mens Volleyball:
- 2014, 2015
- 2013, 2016

U Sports Championship:
- 2014, 2015
- 2017
- 2016

Superpuchar Belgii:
- 2018, 2019

Puchar Belgii:
- 2019, 2020

Liga belgijska:
- 2019

Puchar Grecji:
- 2022[4], 2023[5]

Liga grecka:
- 2023[6]

## Sukcesy reprezentacyjne
Puchar Panamerykański:
- 2016

Liga Światowa:
- 2017[7][8]

Mistrzostwa Ameryki Północnej, Środkowej i Karaibów:
- 2021, 2023[9]
- 2017, 2019

## Nagrody indywidualne
- 2015: MVP U Sports Championship w sezonie 2014/2015
- 2016: MVP Canada West Mens Volleyball w sezonie 2015/2016